# 34e méridien est
En géographie, le 34e méridien est est le méridien joignant les points de la surface de la Terre dont la longitude est égale à 34° est.

## Géographie

### Dimensions
Comme tous les autres méridiens, la longueur du 34e méridien correspond à une demi-circonférence terrestre, soit 20 003,932 km. Au niveau de l'équateur, il est distant du méridien de Greenwich de 3 785 km,.
Avec le 146e méridien ouest, il forme un grand cercle passant par les pôles géographiques terrestres.

### Régions traversées
En commençant par le pôle Nord et descendant vers le sud au pôle Sud, Le 34e méridien est passe par:
| Coordonnées          | Pays, territoire ou mer | Notes                                                                                          |
| -------------------- | ----------------------- | ---------------------------------------------------------------------------------------------- |
| 90° 00′ N, 34° 00′ E | Océan Arctique          |                                                                                                |
| 80° 16′ N, 34° 00′ E | Mer de Barents          | Passe juste à l'est de l'île de Kvitøya, Svalbard, Norvège                                     |
| 69° 22′ N, 34° 00′ E | Russie                  | Île Kildine et la Péninsule de Kola                                                            |
| 66° 41′ N, 34° 00′ E | Mer Blanche             | Golfe de Kandalakcha                                                                           |
| 66° 13′ N, 34° 00′ E | Russie                  |                                                                                                |
| 52° 12′ N, 34° 00′ E | Ukraine                 | Passe par la Crimée (à partir de 46° 06′ N, 34° 00′ E, revendiquée et contrôlée par la Russie) |
| 44° 24′ N, 34° 00′ E | Mer Noire               |                                                                                                |
| 41° 59′ N, 34° 00′ E | Turquie                 |                                                                                                |
| 36° 16′ N, 34° 00′ E | Mer Méditerranée        |                                                                                                |
| 35° 27′ N, 34° 00′ E | Chypre                  | Péninsule de Karpas - contrôlée par la Turquie                                                 |
| 35° 19′ N, 34° 00′ E | Mer Méditerranée        |                                                                                                |
| 35° 04′ N, 34° 00′ E | Chypre                  |                                                                                                |
| 34° 59′ N, 34° 00′ E | Mer Méditerranée        |                                                                                                |
| 31° 12′ N, 34° 00′ E | Égypte                  | Sinaï                                                                                          |
| 27° 53′ N, 34° 00′ E | Mer Rouge               |                                                                                                |
| 27° 31′ N, 34° 00′ E | Égypte                  | Île de Shadwan                                                                                 |
| 27° 28′ N, 34° 00′ E | Mer Rouge               |                                                                                                |
| 26° 52′ N, 34° 00′ E | Égypte                  |                                                                                                |
| 22° 00′ N, 34° 00′ E | Bir Tawil               | Revendiqué par aucun pays                                                                      |
| 21° 46′ N, 34° 00′ E | Soudan                  |                                                                                                |
| 9° 30′ N, 34° 00′ E  | Soudan du Sud           |                                                                                                |
| 8° 30′ N, 34° 00′ E  | Éthiopie                |                                                                                                |
| 7° 24′ N, 34° 00′ E  | Soudan du Sud           |                                                                                                |
| 4° 13′ N, 34° 00′ E  | Kenya                   | Sur environ 1km à l'extrême nord-ouest du pays                                                 |
| 4° 13′ N, 34° 00′ E  | Ouganda                 |                                                                                                |
| 0° 14′ N, 34° 00′ E  | Kenya                   |                                                                                                |
| 0° 00′ N, 34° 00′ E  | Lac Victoria            |                                                                                                |
| 0° 26′ S, 34° 00′ E  | Kenya                   | Île Mfangano                                                                                   |
| 0° 29′ S, 34° 00′ E  | Lac Victoria            |                                                                                                |
| 1° 06′ S, 34° 00′ E  | Tanzanie                |                                                                                                |
| 9° 30′ S, 34° 00′ E  | Lac Malawi              |                                                                                                |
| 10° 03′ S, 34° 00′ E | Malawi                  |                                                                                                |
| 14° 29′ S, 34° 00′ E | Mozambique              |                                                                                                |
| 25° 01′ S, 34° 00′ E | Océan Indien            |                                                                                                |
| 60° 00′ S, 34° 00′ E | Océan Austral           |                                                                                                |
| 68° 36′ S, 34° 00′ E | Antarctique             | Terre de la Reine-Maud, revendiquée par la Norvège                                             |